# The Get Up Kids
The Get Up Kids – amerykański zespół grający rock niezależny i alternatywny powstały w 1995 w Kansas City (Missouri).

## Skład zespołu

### Obecni
- Matt Pryor – wokal, gitara (1995–)
- Ryan Pope – perkusja, instrumenty perkusyjne (1995–)
- Jim Suptic – gitara, wokal (1995–)
- Rob Pope – gitara basowa (1995–)

### Byli
- Nathan Shay – perkusja (1996)
- Thomas Becker – perkusja (1995)
- James Dewees – keyboard, wokal (1999–2019)[1]

## Dyskografia

### Albumy studyjne
| Rok  | Tytuł                                                                             | Pozycja na liście | Pozycja na liście | Pozycja na liście |
| Rok  | Tytuł                                                                             | US Heat.          | US Indie          | USA               |
| ---- | --------------------------------------------------------------------------------- | ----------------- | ----------------- | ----------------- |
| 1997 | Four Minute Mile - Data: 30 września 1997 - Wydawca: Doghouse Records             | –                 | –                 | –                 |
| 1999 | Something to Write Home About - Data: 21 września 1999 - Wydawca: Vagrant Records | 31                | –                 | –                 |
| 2002 | On a Wire - Data: 14 maja 2002 - Wydawca: Vagrant Records                         | –                 | 3                 | 57                |
| 2004 | Guilt Show - Data: 3 marca 2004 - Wydawca: Vagrant Records                        | –                 | 3                 | 58                |
| 2011 | There Are Rules - Data: 25 stycznia 2011 - Wydawca: Quality Hill Records          | –                 | 15                | –                 |
| 2019 | Problems - Data: 10 maja 2019 - Wydawca: Big Scary Monsters                       | –                 | –                 | –                 |

### Albumy koncertowe
| Rok  | Tytuł                                                                       | Pozycja na liście | Pozycja na liście | Pozycja na liście |
| Rok  | Tytuł                                                                       | US Heat.          | US Indie          | USA               |
| ---- | --------------------------------------------------------------------------- | ----------------- | ----------------- | ----------------- |
| 2005 | Live! @ The Granada Theater - Data: 24 maja 2005 - Wydawca: Vagrant Records | –                 | 26                | –                 |

### Kompilacje
| Rok  | Tytuł                                                       | Pozycja na liście | Pozycja na liście | Pozycja na liście |
| Rok  | Tytuł                                                       | US Heat.          | US Indie          | USA               |
| ---- | ----------------------------------------------------------- | ----------------- | ----------------- | ----------------- |
| 2001 | Eudora - Data: 27 listopada 2001 - Wydawca: Vagrant Records | 22                | 18                | –                 |

### Inne
| Rok  | Tytuł              | Wytwórnia        |
| ---- | ------------------ | ---------------- |
| 1997 | Woodson            | Doghouse Records |
| 1999 | Red Letter Day     | Doghouse Records |
| 2004 | iTunes Sessions EP | Vagrant Records  |

### Minialbumy
| Rok  | Tytuł                                      | Dzielone z            | Wyróżniona piosenka           | Wytwórnia                |
| ---- | ------------------------------------------ | --------------------- | ----------------------------- | ------------------------ |
| 1996 | „Burned Bridges/I'm Giving Up On This One” | Coalesce              | „Burned Bridges”              | Second Nature Recordings |
| 1997 | „Post Marked Stamps No. 4”                 | Braid                 | „I’m a Loner Dottie, a Rebel” | Tree Records             |
| 1999 | „Central Standard Time/Vasil + Bluey”      | The Anniversary       | „Central Standard Time”       | Vagrant Records          |
| 2001 | „Devil in the Woods”                       | Rocket From the Crypt | „Up on the Roof”              | Vagrant Records          |

### Single
| Rok  | Tytuł                                | Wytwórnia                |
| ---- | ------------------------------------ | ------------------------ |
| 1996 | Shorty                               | Huey Proudhon Recordings |
| 1997 | A Newfound Interest in Massachusetts | Contrast Records         |
| 1999 | Ten Minutes                          | Sub Pop Records          |
| 2000 | Action & Action                      | Epitaph Records          |
| 2002 | Wouldn't Believe It                  | Victor Records           |

### Kompilacje różnych wykonawców
| Rok  | Tytuł                                                    | Wyróżniona piosenka                                    | Wytwórnia             |
| ---- | -------------------------------------------------------- | ------------------------------------------------------ | --------------------- |
| 1998 | Post Marked Stamps                                       | „I’m a Loner Dottie, a Rebel”                          | Tree Records          |
| 1999 | I Love Metal                                             | „On With the Show”                                     | Triple Crown Records  |
| 1999 | Where Is My Mind? Tribute to the Pixies                  | „Alec Eiffel”                                          | Glue Factory Records  |
| 1999 | Before You Were Punk 2                                   | „Close to Me”                                          | Vagrant Records       |
| 2000 | The Best Comp in the World                               | „Central Standard Time”                                | Fadeaway Records      |
| 2000 | Vagrant Summer Sampler                                   | „Holiday”                                              | Vagrant Records       |
| 2000 | Another Year on the Streets                              | „Beer for Breakfast” and „I’m a Loner Dottie, a Rebel” | Vagrant Records       |
| 2001 | No-Fi Trash                                              | „Red Letter Day”                                       | Suburban Home Records |
| 2001 | Another Year on the Streets Vol. 2                       | „Central Standard Time” and „Newfound Mass (2000)”     | Vagrant Records       |
| 2004 | Another Year on the Streets Vol. 3                       | „Like a Man Possessed”                                 | Vagrant Records       |
| 2004 | Rock Against Bush, Vol. 1                                | „Lion and the Lamb”                                    | Fat Wreck Chords      |
| 2005 | Blue Collar Distro Summer Sampler                        | „Lion and the Lamb”                                    | Vagrant Records       |
| 2005 | Music from the Television Series One Tree Hill, Volume 1 | „Overdue”                                              | Maverick Records      |

## Wideografia
| Rok  | Tytuł               | Album                         |
| ---- | ------------------- | ----------------------------- |
| 1999 | „Action & Action”   | Something To Write Home About |
| 2002 | „Overdue”           | On A Wire                     |
| 2002 | „Stay Gone”         | On A Wire                     |
| 2004 | „Man Of Conviction” | Guilt Show                    |
| 2004 | „The One You Want”  | Guilt Show                    |

- Z wyjątkiem „Action & Action” żaden z teledysków nie został wydany jako singel.